# Sveriges agrarförbund
Sveriges agrar- och landtmannaförbund var en konservativ organisation som tillgodosåg storgodsägarnas intressen. I början hette organisationen Sveriges agrarförbund.

## Historik
Sveriges agrarförbund konstituerades den 8 mars 1895 med förstakammarledamoten friherre Carl Klingspor som ordförande och andrakammarledamoten Oscar Erickson i Bjärsby som vice ordförande. Förebilden var tysk, Bund der Landwirte. Sveriges agrarförbund anses vara den första bondepolitiska organisationen med ambitionen att samla medlemmar på gräsrotsnivå.
En stor del av de protektionistiska lantmannapartisterna anslöt sig till förbundet. Förbundet var mycket konservativt och antisocialistiskt, och hade som medlemmar godsägare och storbönder. I en programförklaring 1896 framhöll Klingspor: "Vi måste se till, att vi i riksdagen äga representanter för lantbrukets stora fosterländska intressen, och i så måtto är vi ett politiskt parti." I vilken utsträckning förbundet fungerat som valorganisation eller påtryckningsgrupp i enskilda valkretsar låter sig inte sägas.
År 1903 ombildades Sveriges agrarförbund till Sveriges landtmannaförbund. Förbundet existerade till 1914.
Förbundets organ var Sveriges Landtmannaförbunds Tidskrift 1904-1913, och dess redaktör var Vilhelm Nauckhoff.

### Förbundsordförande
- Carl Klingspor på Råbäck, 1895-1910
- Lars Mallmin i Gran, 1911-1912
- Ivan Svensson i Skyllberg, 1913-1914

### Vice förbundsordförande
- Oskar Erickson i Bjärsby, 1895-1899
- Ivar Månsson i Trää, 1900-1903
- Hugo Hammarskjöld, 1904
- Lars Mallmin, 1905-1910
- Jöns Jesperson, 1911-1914

### Förbundssekreterare
- Vilhelm Nauckhoff, 1895-1914